# Заворызгин, Борис Сергеевич
Борис Сергеевич Заворызгин (1921—2003) — советский военный лётчик. Участник Великой Отечественной войны. Герой Советского Союза (1945). Генерал-майор авиации.

## Биография
Борис Сергеевич Заворызгин родился 11 марта 1921 года в Москве в семье рабочего. Русский. Окончил 9 классов школы и аэроклуб. 26 декабря 1940 года добровольцем вступил в ряды Рабоче-крестьянской Красной Армии. Окончил Поставскую военную авиационную школу пилотов (город Поставы Вилейской области) в 1941 году и 1-ю Чкаловскую военную авиационную школу пилотов (город Чкалов Чкаловской области) в 1942 году.
В действующей армии младший лейтенант Б. С. Заворызгин с марта 1943 года. В боях с немецко-фашистскими захватчиками Борис Степанович с июня 1943 года. Воевал на самолёте Ил-2. Боевое крещение принял в боях на реке Миус в составе 76-го гвардейского штурмового авиационного полка 1-й гвардейской штурмовой авиационной дивизии 8-й воздушной армии Южного фронта (с 20 октября 1943 года — 4-го Украинского фронта). Летом 1943 года участвовал в налётах на крупные железнодорожные узлы, в том числе на станцию Успенская, и передний край обороны противника. Награждён орденом Красной Звезды и отмечен благодарностью Военного Совета Южного фронта. Затем в ходе Донбасской и Мелитопольской операций участвовал в освобождении Донбасса, разрушении немецкой обороны в районе Мелитополя, уничтожении живой силы и техники противника в низовьях Днепра. На личном счету гвардии младшего лейтенанта Б. С. Заворызгина значилось 11 уничтоженных вражеских танков, 48 автомашин, 21 бронетранспортёр, 13 орудий, 7 самолётов на аэродромах и до 250 солдат и офицеров противника. 6.11.1943 года он сбил немецкий бомбардировщик Ю-87. В ноябре 1943 года Бориса Сергеевича повысили в воинском звании до лейтенанта и назначили командиром звена. К апрелю 1944 года Б. С. Заворызгин был уже старшим лейтенантом и помощником командира полка по воздушно-стрелковой службе. В этой должности он принимал участие в Крымской операции. В ходе боёв за освобождение Крыма лично уничтожил 4 танка, 5 бронетранспортёров, 7 орудий и 3 самолёта на аэродромах. В воздушных боях сбил 2 Ме-109.
В июне 1944 года 1-я гвардейская штурмовая авиационная дивизия была переброшена на 3-й Белорусский фронт и была подчинена 1-й воздушной армии. В её составе гвардии старший лейтенант Б. С. Заворызгин принял участие в освобождении Белоруссии. Особо отличился при прорыве глубоко эшелонированной обороны противника на рубеже Витебск-Орша, затем участвовал в освобождении города Минска и ликвидации Минского котла. В период с 23.06.1944 по 26.08.1944 года Борис Сергеевич уничтожил 2 танка, 23 автомашины, 4 бронетранспортёра, 9 орудий, 39 подвод с грузами, около 150 солдат и офицеров противника. Всего к концу августа 1944 года Б. С. Заворызгин совершил 127 успешных боевых вылетов на бомбардировку и штурмовку немецких войск. 25 раз он был удостоен благодарности Верховного Главнокомандующего. 23 февраля 1945 года гвардии старшему лейтенанту Борису Сергеевичу Заворызгину было присвоено звание Героя Советского Союза. Вскоре ему было присвоено очередное воинское звание капитан.
В дальнейшем Борис Сергеевич участвовал в освобождении Прибалтики и боях в Восточной Пруссии. Неоднократно водил группы штурмовиков на штурмовку и бомбардировку объектов немецкой военной инфраструктуры и скоплений войск противника. За умелое руководство авиационными группами, а также за достигнутые успехи в подготовке лётного состава гвардии капитан Заворызгин был награждён орденом Александра Невского, а позднее орденом Кутузова 3 степени. Война для гвардии майора Бориса Сергеевича Заворызгина закончилась на аэродроме в Пиллау. Всего за время войны он совершил 183 боевых вылета.
После Великой Отечественной войны Борис Сергеевич продолжил службу в армии. Прошёл путь от майора до генерал-майора. Занимал ответственные должности в военно-воздушных силах СССР. В 1951 году он окончил Военно-воздушную академию, а в 1960 году — Военную академию Генерального штаба. С конца 1973 года руководил военным сектором Единой системы управления воздушным движением СССР. В 1982 году генерал-майор Б. С. Заворызгин уволился в запас. Жил в городе Москве. 3 января 2003 года Борис Сергеевич скончался. Похоронили его на Троекуровском кладбище столицы.

## Награды
- Медаль «Золотая Звезда» (23.02.1945);
- орден Ленина (23.02.1945);
- орден Красного Знамени — дважды (12.11.1943, 27.03.1944);
- орден Кутузова 3 степени (27.04.1945);
- орден Александра Невского (02.11.1944);
- орден Отечественной войны 1 степени — дважды (01.08.1944, 06.04.1985);
- орден Красной Звезды — трижды (07.08.1943, 30.12.1956, 16.12.1978);
- орден «За службу Родине в Вооружённых Силах СССР» 3 степени (21.02.1978);
- медали.

## Примечание
1. ↑  На надгробном памятнике Б. С. Заворызгина на Троекуровском кладбище годом смерти указан 2002 год
2. ↑  На момент представления к званию Героя Советского Союза — гвардии старший лейтенант.
3. ↑  Ныне Витебская область Республики Беларусь.
4. ↑  Ныне город Оренбург.
5. ↑  Ныне Оренбургская область.
6. ↑  Ныне город Балтийск Калининградской области.
7. ↑  Крылов С. В. Опыт функционирования военного сектора Главного центра единой системы управления Воздушным движением СССР (1974—1991 гг.) // Военно-исторический журнал. — 2009. — № 10.

## Документы
- * Общедоступный электронный банк документов «Подвиг Народа в Великой Отечественной войне 1941—1945 гг.» Дата обращения: 5 марта 2012. Архивировано из оригинала 13 марта 2012 года.

Герой Советского Союза. Дата обращения: 24 мая 2013. Архивировано 25 мая 2013 года.
Орден Красного Знамени (1943). Дата обращения: 24 мая 2013. Архивировано 25 мая 2013 года.
Орден Красного Знамени (1944). Дата обращения: 24 мая 2013. Архивировано 25 мая 2013 года.
Орден Кутузова 3-й степени. Дата обращения: 24 мая 2013. Архивировано 25 мая 2013 года.
Орден Александра Невского. Дата обращения: 24 мая 2013. Архивировано 25 мая 2013 года.
Орден Отечественной войны 1-й степени (1944). Дата обращения: 24 мая 2013. Архивировано 25 мая 2013 года.
Орден Отечественной войны 1-й степени (1985). Дата обращения: 24 мая 2013. Архивировано 25 мая 2013 года.
Орден Красной Звезды (1943). Дата обращения: 24 мая 2013. Архивировано 25 мая 2013 года.